# Marks härad
Marks härad var ett härad i södra Västergötland i Sjuhäradsbygden i nuvarande Marks kommun, Borås kommun och Varbergs kommun. Häradets areal var 1 412,48 kvadratkilometer varav 1 296,83 land.  Tingsställe var från 1646 till 1971 Skene. 

## Häradsvapnet
Blasonering: Två korslagda svärd, i vardera korsvinkeln en rundel.
Vapnet har använts sedan 1644.

## Socknar
Häradet omfattade följande socknar:
I Marks kommun:
- Berghems socken
- Fotskäls socken
- Fritsla socken
- Hajoms socken
- Horreds socken
- Hyssna socken
- Istorps socken
- Kattunga socken
- Kinna socken ombildades 1947 till Kinna köping
- Skephults socken
- Surteby socken
- Sätila socken
- Torestorps socken
- Tostareds socken
- Älekulla socken
- Örby socken
- Öxabäcks socken
- Öxnevalla socken

I Borås kommun
- Kinnarumma socken
- Seglora socken

I Varbergs kommun
- Grimmareds socken
- Gunnarsjö socken
- Karl Gustavs socken
- Kungsäters socken

## Län, fögderier, domsagor, tingslag och tingsrätter
Häradet hörde mellan 1634 och 1998 till Älvsborgs län, därefter till Västra Götalands län. Kungsäters, Grimmareds, Karl Gustavs och Gunnarsjö socknar övergick 1971 till Hallands län. Församlingarna i häradet tillhörde Göteborgs stift. 
Häradets socknar hörde till följande fögderier:
- 1686-1945 Marks fögderi
- 1946-1990  Kinna fögderi

Häradets socknar tillhörde följande domsagor, tingslag och tingsrätter:
- 1680-1970 Marks tingslag i 
  - 1680-1695 Marks och Bollebygds häraders domsaga
  - 1696-1919 Marks, Vedens och Bollebygds häraders domsaga
  - 1920-1970 Marks domsaga

- 1971-1996 Sjuhäradsbygdens tingsrätt och dess domsaga för socknarna i Marks kommun
- 1971- Borås tingsrätt och dess domsaga för socknarna i Borås kommun och från 1996 för de i Marks kommun

För socknarna i Varbergs kommun: 1971 Hallands mellersta tingsrätt och domsaga och från 1972 Varbergs tingsrätt och domsaga